# Giacomo Abbondo
Giacomo Abbondo (Tronzano Vercellese, 27 agosto 1720 – Vercelli, 9 febbraio 1788) è stato un presbitero italiano.

## Biografia
Ordinato sacerdote nel 1744, fu destinato ad insegnare nelle Scuole Regie di Vercelli, per poi tornare nel suo paese natale come parroco nel 1757. Si adoperò per contrastare le idee gianseniste introdotte dal parroco precedente e dimostrò una particolare dedizione per i poveri e gli ammalati, e si distinse sin da subito per le sue doti di buon predicatore e pastore di anime. Morì il 9 febbraio 1788. Dichiarato Venerabile nel 2014, è stato beatificato l'11 giugno 2016 nel duomo di Vercelli.